# ألان فرايد
ألان فرايد (بالإنجليزية: Alan Fried)‏ هو مصارع رياضي أمريكي، ولد في 11 أغسطس 1971 في بكبسي في الولايات المتحدة.

## روابط خارجية
- ألان فرايد على موقع قاعدة بيانات المصارعة الدولية (الإنجليزية)